# 叙埃夫尔
叙埃夫尔（法語：Suèvres，法語發音：[sɥɛvʁ]）是法国卢瓦-谢尔省的一个市镇，属于布卢瓦区。

## 地理
叙埃夫尔（47°40'0"N, 1°27'39"E）面积36.65 平方千米，位于法国中央-卢瓦尔河谷大区卢瓦-谢尔省，该省份为法国中北部省份，北起厄尔-卢瓦省，东北接卢瓦雷省，东南接谢尔省，南至安德尔省，西南接安德尔-卢瓦尔省，西北接萨尔特省。
与叙埃夫尔接壤的市镇（或旧市镇、城区）包括：拉沙佩勒-圣马丹昂普莱讷、库尔布宗、卢瓦尔河畔库尔、马利沃、梅尔、蒙利沃、卢瓦尔河畔米德、米尔桑、卢瓦尔河畔圣迪耶。

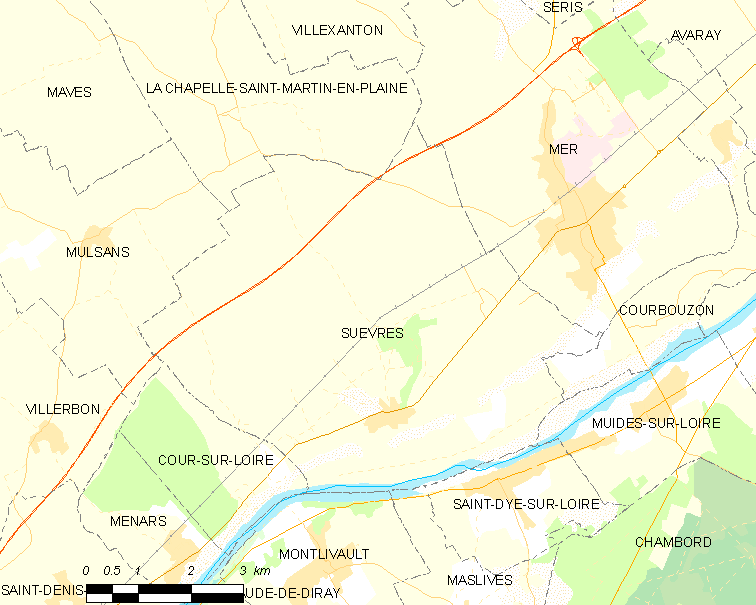
叙埃夫尔的OSM定位图

叙埃夫尔的时区为UTC+01:00、UTC+02:00（夏令时）。

## 行政
叙埃夫尔的邮政编码为41500，INSEE市镇编码为41252。

## 政治
叙埃夫尔所属的省级选区为拉博斯县。

## 人口

1962-2008年间叙埃夫尔人口变化图示

叙埃夫尔于2022年1月1日时的人口数量为1583人。